# 浅田匡
浅田匡（あさだ ただし、1958年- ）は、日本の教育学者、早稲田大学教授。

## 人物・来歴
兵庫県生まれ。1982年大阪大学人間科学部卒業、85年同大学院人間科学研究科博士後期課程教育学専攻退学、阪大人間科学部助手、国立教育研究所研究員、神戸大学発達科学部附属人間科学研究センター助教授、2002年早稲田大学人間科学部教授。専門：教育実践学、教育工学、教育心理学。
2022年に2011年に行った研究費の架空請求により、懲戒処分を受けた。

## 著書
- 『倫敦の鍵穴から教育を見てみれば 日本の教育文化を考える』日本教育新聞社, 2010.7

### 共編著
- 『これからのティーム・ティーチング 授業をかえる・学校をかえる』梶田叡一 監修, 古川治共編著. 東京書籍, 1997.12
- 『成長する教師 教師学への誘い』生田孝至, 藤岡完治共編著. 金子書房, 1998.5
- 『ティームティーチングの教育技術』 (授業への挑戦）古川治共編著. 明治図書出版, 1998.7
- 『中等教育ルネッサンス 生徒が育つ・教師が育つ学校づくり』中島章夫共編著. 学事出版, 2003.3
- 『シリーズ・人間教育の探究』全5巻 梶田叡一,古川治共監修. ミネルヴァ書房, 2020-21

翻訳
- ブルース・A.ブラッケン編『自己概念研究ハンドブック 発達心理学、社会心理学、臨床心理学からのアプローチ』梶田叡一共監訳. 金子書房, 2009.6

## 論文
- <浅田匡